# Wydawnictwo Eksmo
Wydawnictwo „Eksmo” (ros. Издательство «Эксмо») – największe wydawnictwo w Rosji, założone w 1991 roku przez Aleksandra Krasowickiego (ros. Александр Красовицкий), Olega Nowikowa i Andrieja Griedasowa (ros. Андрей Гредасов).

## Opis
Jest częścią grupy wydawniczej Eksmo-AST. To jedno z największych wydawnictw w Europie. W światowym rankingu The “Global 50” Ranking of the Publishing Industry za 2020 rok znajduje się na 41 miejscu. W ciągu każdego roku Eksmo wydaje około 80 milionów egzemplarzy książek. W jego autorskim portfolio znajduje się łącznie około 8 tysięcy autorów. Wydawnictwo Eksmo jest także liderem pod względem liczby wydań. Oferta wydawnictwa obejmuje: powieści detektywistyczne, science fiction, fantasy, literaturę piękną, krajową i zagraniczną, literaturę współczesną, poezję, książki dla dzieci, non-fiction, podręczniki. Nazwa wydawnictwa pochodzi od połączenia dwóch słów: „Ekspess” i „Moskwa”. Od 2021 roku Oleg Nowikow pozostaje prezesem i udziałowcem grupy wydawniczej „Eksmo-AST”.
Wśród najlepiej sprzedających się autorów są pisarki kryminalne - Daria Doncowa i Aleksandra Marinina czy autorzy fantastyki literackiej Wiktor Pielewin, Tatjana Tołstoj i Ludmiła Ulicka.

## Historia
Początki historii „Eksmo” odnoszą się do czasu późnego Związku Radzieckiego, kiedy w kraju istniały tylko wydawnictwa państwowe. Po przemianach ustrojowych książki można było nabyć tylko w kioskach przy moskiewskich stacjach metra, a od początku 2000 roku – w sieciach sklepów „Nowy Kniżny” (sieć rosyjskich księgarń). Na rynku był znaczny deficyt książek, dlatego w pierwszym roku działalności wydawnictwa nie trzeba było inwestować nawet w promocję towaru, a nakłady poszczególnych książek sięgały 200-300 tysięcy egzemplarzy. Na początku swojej działalności wydawnictwo zajmowało się głównie powieściami detektywistycznymi. Pierwszym bestsellerem „Eksmo” była powieść Daniły Koreckiego Antykiler. W 1999 roku dzięki serialowi telewizyjnemu Kamieńska, nakręconemu z inicjatywy Olega Nowikowa, książki Aleksandry Marininy zyskały popularność (do końca roku sprzedano osiem milionów egzemplarzy).
Od początku 2000 roku „Eksmo” poszerzyło asortyment wydawanej literatury, obejmując większość nisz tematycznych. Oprócz powieści detektywistycznych zaczęło produkować powieści science fiction, fantasy, literaturę dziecięcą itp. W 2010 roku w Rosji istniały dwa duże wydawnictwa – Eksmo i AST. Odgrywały one wiodącą rolę na rynku wydawniczym. Nabyły prawa do publikacji książek wielu popularnych autorów. W czerwcu 2012 roku Oleg Nowikow poinformował o przejęciu kontroli nad wydawnictwem AST. Faktycznie doszło wówczas do fuzji dwóch największych w kraju firm wydawniczych. Grupa Wydawnicza „Eksmo-AST” stanowiła wówczas około 25% rynku, a w literaturze pięknej i publicystycznej - według niektórych ocen - aż 70%. Nawet osobno „Eksmo” i „AST” znalazły się wśród 50 największych wydawnictw świata.

## Nagrody
Eksmo otrzymało szereg nagród za swoją działalność:
- 1999 r., 2001 r. – nagroda „Strannik” za wydanie literatury fantasy;
- 2004 r. – Nagroda „Rossijskij nacyonalnyj Olimp” („Rosyjski nacjonalny Olimp”), ustanowiona przez Rosyjską Akademię Nauk, rząd Federacji Rosyjskiej, Izbę Handlowo-Przemysłowej Federacji Rosyjskiej oraz Rossijski sojuz promyszlennikow i priedprinimatielej (Rosyjski Związek Przymysłowców i Przedsiębiorców) za wybitny wkład w rozwój Rosji;
- 2005 r. – honorowy tytuł „Lidier rossijskoj ekonomiki” („Lider rosyjskiej gospodarki”);
- 2007r. – nagroda „Łuczszyj izdatiel” („Najlepszy wydawca”) na najważniejszym europejskim konwencie miłośników literatury science fiction i fantasy Eurocon;
- 2009 r. – Nagroda Literacka im. Aleksandra Bielajewa za serię książek Eureka! Otkrytija, kotoryje potriasli mir (Eureka! Odkrycia, które wstrząsnęły światem)[12].

## Krytyka
Niektóre wydania „Eksmo” były źle oceniane za niską jakość. Książka Biblija sieksa (2003), która była przetłumaczona i wydana przez wydawnictwo „Eksmo”, według recenzenta Gazeta.ru, została przetłumaczona prawdopodobnie przez „tłumacza komputerowego”.
Bolszaja astronomiczeskaja encykłopiedija (Wielka Encyklopedia Astronomiczna) (2007) została skrytykowana za szereg rażących błędów faktograficznych i literówek, po czym wydawnictwo uznało niską jakość książki i zaoferowało zwrot pieniędzy kupującym.
Tłumacz Wiktor Lanczikow oskarżył „Eksmo” o zniekształcenie i nielegalne publikowanie jego tłumaczeń oraz dobrowolną zmianę tytułów wielu innych książek.
Wydanie 7 wielikich soborow i jeszczo 75 chramow, kotoryje nużno znat (7 wielkich katedr Rosji i 75 innych świątyń, które musisz znać) (2011) zawierało faktograficzny błąd z Wikipedii, celowo wprowadzony do tekstu artykułu przez anonimowego redaktora: „Chrzest Rusi miał miejsce w 988 r. decyzją księcia Pawieła Szewielewa”; błąd został zauważony, gdy książka już trafiła do sprzedaży. Poprawiono go przez wklejenie przeprosin na ostatniej stronie książki.
W 2011 roku „Eksmo” zostało skrytykowane za publikację literatury gloryfikującej Stalina i jego towarzyszy. W serii Stalinista i Stalinskij rieniessans ukazały się książki Gorditsia, a nie kajatsia! Prawda o Stalinskoj epochie (Być dumnym, a nie pokutować! Prawda o Epoce stalinowskiej),  Bierija. Łuczszyj mieniedżer XX wieka (Beria. Najlepszy menedżer XX wieku), Stalinskije riepriessii. Wielikaja łoż XX wieka (Stalinowskie represje. Wielkie kłamstwo XX wieku), Nastolnaja kniga stalinista (Księga stalinisty). Niektórzy działacze kultury podpisali list otwarty, protestując przeciwko takiemu stanowisku wydawnictwa. Komentując sytuację, dyrektor „Eksmo” Oleg Nowikow powiedział, że „uważa się za zobowiązanego do dostosowania się do gustów swoich czytelników, a nie do ich cenzurowania”.
W 2021 roku ukazała się książka z notatką, która twierdziła, że Amerykanie nie wylądowali na Księżycu.
Wydania „Eksmo” były wielokrotnie nominowane do antynagrody „Abzac” w kategoriach „Chudszaja riedaktura” („Najgorsza edycja”), „Chudszyj pieriewod” („Najgorsze tłumaczenie”) i „Połnyj abzac”.